# Корсо Пекорі Джиральді
Корсо Пекорі Джиральді (італ. Corso Pecori Giraldi, 9 липня 1899, Поццуолі - 17 травня 1964, Фрайбург) - італійський адмірал, начальник генерального штабу ВМС Італії протягом 1955-1962 років.

## Біографія
Корсо Пекорі Джиральді народився 9 липня 1899 року в Поццуолі. У 1913 році вступив до Військово-морської академії в Ліворно, яку закінчив у 1917 році в званні гардемарина. Брав участь у Першій світовій війні на борту лінкора «Кайо Дуіліо». У 1918 році отримав звання молодшого лейтенанта і продовжив службу на борту лінкора «Конте ді Кавур», пізніше на борту лідера есмінців «Спарвіеро».
Протягом 1921-1923 років пройшов додаткове навчання у Військово-морській академії. Отримавши звання лейтенанта, був призначений командиром есмінця «Премуда».
Протягом 1924-1925 років Корсо Пекорі Джиральді був ад'ютантом керівника Військово-морської академії, протягом 1925-1928 років - ад'ютантом капітана III рангу Аймоне ді Торіно і ніс службу разом з ним на борту есмінця «Квінтіно Селла». У січні 1928 року був призначений командиром ескортного канонерського човна «Андреа Бафіле», потім командував міноносцем «53 AS». У квітні 1929 року отримав звання капітана III рангу та був призначений начальником координаційного департаменту у генеральному штабі флоту. Протягом 19 січня - 17 квітня 1930 року брав участь у роботі Лондонської морської конференції. Протягом 1931-1932 років командував міноносцями «Остро» і «Дардо».
У 1930 році Корсо Пекорі Джиральді одружився з Марією Франческою Фраскара (італ. Maria Francesca Frascara), дочкою юриста та політика Джузеппе Фраскара. У шлюбі народилось троє дітей: Марія Хосе, Альвізе та П'єро.
У квітні 1934 року отримав звання капітана II рангу, і був заступником капітана королівської яхти «Савоя», пізніше - заступником капітана крейсера «Зара». Надалі був заступником начальника штабу військово-морського командування в Неаполі, після чого був переведений у міністерство військово-морського флоту, де служив офіцером зі зв'язків з міністерством закордонних справ.
19 вересня 1937 року Корсо Пекорі Джиральді був призначений капітаном есмінця «Віченцо Джоберті», на борту якого взяв участь в операціях італійського флоту під час громадянської війни в Іспанії. У червні 1938 року був призначений військово-морським аташе в посольстві Італії в Берліні. Він перебував на цій посаді до березня 1941 року.
1 січня 1940 року отримав звання капітана I рангу.

### Друга світова війна
2 квітня 1941 року Корсо Пекорі Джиральді був призначений командувачем військово-морської групи флоту у північній частині Егейського моря зі штаб-квартирою в Афінах. За участь у спільних діях з німецькими військами був нагороджений Залізними Хрестами 2-го і  1-го класу.
У лютому 1942 року був призначений командиром лінкора «Вітторіо Венето». Брав участь у бойових діях на Середземному морі, за що був нагороджений бронзовою та срібною медалями «За військову доблесть», а також Військовим орденом Італії.
Після капітуляції Італії 8 вересня 1943 року привів «Вітторіо Венето» на Мальту, пізніше в Єгипет.
12 листопада 1943 року був призначений начальником операційного відділу генерального штабу військово-морських сил. Перебував на цій посаді до 16 січня 1947 року, коли отримав звання контр-адмірала і був призначений заступником начальника генерального штабу військово-морських сил.

### Післявоєнна служба
1 березня 1948 року Корсо Пекорі Джиральді отримав звання дивізійного адмірала. 15 травня 1950 року він був призначений командувачем III морської дивізії, 10 грудня того ж року - командувачем I морської дивізії. 8 листопада 1952 року отримав звання ескадреного адмірала і у лютому 1953 року призначений командувачем військово-морського командування в Адріатиці. 10 серпня 1955 року призначений начальником генерального штабу військово-морських сил.
На цій посаді Корсо Пекорі Джиральді продовжив діяльність свого попередника, адмірала Еміліо Феррері, з модернізації флоту. Зокрема, колишні крейсери «Помпео Маньо» і «Джуліо Джерманіко» були перебудовані в есмінці «Сан Джорджо» і «Сан Марко» відповідно, закладені нові есмінці типу «Індоміто», фрегати типу «Чентауро». Крейсер «Джузеппе Гарібальді» був переобладнаний на ракетний крейсер. Були розроблені програми розвитку флоту 1957-1958 і 1960-1961 років, в рамках яких були закладені нові вертольотоносці типу «Андреа Доріа», протичовнові корвети, есмінці КРО. Також були реструктуризовані наземні служби та командування, департаменти підготовки персоналу та розробки озброєнь. 
14 липня 1961 року Корсо Пекорі Джиральді та президент Італії Джованні Гронкі були присутні на грандіозному параді в затоці Гаети на честь 100-річчя об'єднання Італії.
10 червня 1962 року Корсо Пекорі Джиральді був звільнений у запас у зв'язку з досягненням граничного віку служби. 30 жовтня того ж року він був удостоєний звання Кавалера Великого хреста Ордена «За заслуги перед Італійською Республікою».
Корсо Пекорі Джиральді раптово помер 17 травня 1964 року у Фрайбурзі (ФРН).

## Нагороди

### Італійські
- Кавалер Військового ордена Італії
- Командор Ордена Корони Італії
- Офіцер Колоніального Ордена Зірки Італії
- Срібна медаль «За військову доблесть»
- Бронзова медаль «За військову доблесть»
- Хрест «За бойові заслуги»
- Офіцер Ордена Святих Маврикія та Лазаря
- Кавалер Великого хреста Ордена «За заслуги перед Італійською Республікою»

### Іноземні
- Залізний Хрест 2-го класу
- Залізний Хрест 1-го класу